# Maria Pia de Almeida
Maria Pia de Seabra Cruz de Almeida (Porto, 22 de junho de 1862 — Lisboa, 18 de janeiro de 1940), foi uma atriz de teatro portuguesa.

## Biografia
Nasceu a 22 de junho de 1862, na Rua dos Mártires da Liberdade, freguesia de Cedofeita, no Porto, filha do Bacharel em Direito e advogado Manuel Rodrigues da Cruz, natural do Porto e de sua esposa, Júlia Clementina Ferreira de Seabra e Sousa, natural de Coimbra.

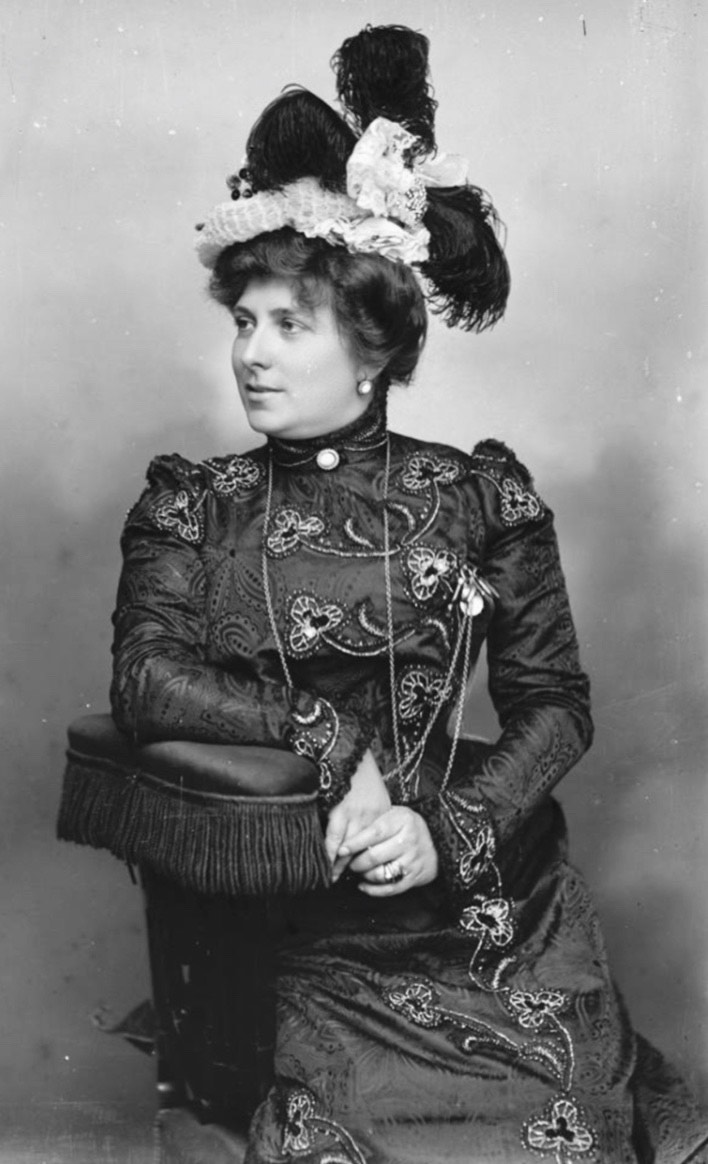
Retrato fotográfico da atriz Maria Pia (Foto Guedes, Arquivo Municipal do Porto, década de 1900).

Estreou-se no Teatro da Rua dos Condes, com a companhia de Lucinda Simões, a 28 de fevereiro de 1895, na comédia em 4 atos Os Cabotinhos, de Pailleron. Em maio de 1897 foi contratada para o Teatro do Príncipe Real, do Porto, onde se destacou nas peças Hotel do livre câmbio e Três mulheres para um marido. A seguir tomou parte, no verão do mesmo ano, numa tournée às Províncias realizada por alguns artistas do Teatro Nacional D. Maria II, representando em diversas terras, com muito agrado, as peças Marechala, João José, Meter-se a redentor, Bibliotecário, Médico à força e Barcarola. Posteriormente, entrou como societária de uma empresa artística do Teatro da Trindade, obtendo largo sucesso nas peças Honra, Boémia, Preciosas ridículas, Dois garotos e Parteira anatómica. Passou em seguida para o Teatro D. Amélia, com a Companhia Rosas & Brazão, onde obteve sucesso. Em 1907 entrou como societária do Teatro D. Maria II, onde se conservou durante longos anos. Trabalhou ainda com a Companhia Palmira Bastos e chegou a fazer digressões ao Brasil.
António de Sousa Bastos, na sua obra Diccionario do theatro portuguez (1908), refere acerca da atriz: "N'um theatro de comédia tem Maria Pia um logar saliente, não só pela sua intelligencia, mas pelos dotes que possue de elegancia e distincção. Veste muitíssimo bem."
Retirou-se do teatro em 1926, prefazendo a sua última peça (Punindo, de Augusto Rosa), no Teatro São Luiz, ao lado de Lucília Simões, Amélia Rey Colaço, Esther Leão, Robles Monteiro, entre outros. Do seu repertório, constam vários outros papeis de relevo nas peças: Marquês de Vilemer, Hamlet, Marionetes, A Mártir, Coração Manda, O leque de Lady Margarida, A Severa, O reposteiro verde, Um serão nas Laranjeiras, Peraltas e Sésias, Dama das Camélias, Crucificado, Tosca, Zázá, Fedora, A Estrangeira, Caminho perdido, Cruz da Esmola, Amor de Perdição, O crime de Arronches, Morgadinha de Valflor, Ressurreição, O Regente, D. Perpétua que deus haja, Pipiola, Auspicioso enlace, Branco e negro, Parisiense, Madame Flirt, O íntimo, A madrugada, O encontro, D. João Tenório, Gaiato de Lisboa, Salão de Madame Xavier, O ciúme, Amor à antiga, Ingleses, O sol da meia noite, O escândalo, Amantes, A ironia da vida, Os filhos, etc.
Casou em 1880 com o negociante, funcionário público, ator amador e aficcionado do teatro Carlos Marques dos Santos de Almeida, de quem se divorciou em 1911. Foi mãe do escritor, dramaturgo, jornalista e oficial do Exército Mário de Almeida, falecido em 1922.
Faleceu a 18 de janeiro de 1940, no número 14 da Rua da Glória, freguesia de São José, em Lisboa, aos 77 anos de idade, vítima de pneumonia. Foi sepultada no dia seguinte, em jazigo de família, no Cemitério dos Prazeres.